# 友井昌宏
友井 昌宏（ともい まさひろ、1970年3月24日-  ）は、日本の警察官僚。北海道警察本部長。

## 来歴
東京都多摩市出身。早稲田大学法学部を卒業後、1992年 (平成4年)、警察庁に入庁。
入庁後、徳島県警察本部刑事部捜査第二課長、埼玉県警察本部刑事部捜査第二課長、在インド日本国大使館一等書記官、福岡県警察本部警備部長、皇宮警察本部警備部長、警察庁警備局警備企画課画像情報分析室長兼総合情報分析室長兼外事情報部付などを歴任。皇宮警察本部警備部長に在任中、東日本大震災が発生し、岩手県陸前高田市への被災者支援部隊の派遣に携わった。
2017年3月30日、岩手県警察本部長に就任。約1年間の在任中、相次いだ不祥事の再発防止対策などに取り組んだ。
その後、警察大学校教務部長、大阪府警察本部副本部長、警察大学校副校長兼警察庁長官官房審議官(生活安全局担当)、公安調査庁調査第一部長を歴任。
2025年8月8日、北海道警察本部長に就任。就任会見で、道内で発生が懸念される様々な災害に的確に対応できるよう、訓練を重ねてきたいと抱負を語った。

## 略歴
- 1992年4月-  警察庁入庁[1][5]
- 1996年6月-  徳島県警察本部刑事部捜査第二課長[5]
- 1997年7月-  警察庁長官官房人事課付(国土庁防災局震災対策課課長補佐心得)[11]
- 1999年6月-  埼玉県警察本部刑事部捜査第二課長[12]
- 2001年9月-  警察庁生活安全局生活安全企画課課長補佐[13]
- 2004年7月-  在インド日本国大使館一等書記官[5]
- 2007年8月-  警察庁刑事局組織犯罪対策部薬物銃器対策課理事官[5]
- 2009年1月-  福岡県警察本部警備部長[14]
- 2010年2月-  皇宮警察本部警備部長[15]
- 2012年2月-  京都府警察本部警務部長[16]
- 2013年8月-  警察庁長官官房付(経済産業省製造産業局化学物質管理課化学兵器・麻薬原料等規制対策室長)[17]
- 2015年8月-   警察庁警備局警備企画課画像情報分析室長兼総合情報分析室長兼外事情報部付[5]
- 2017年3月-   岩手県警察本部長[9][18]
- 2018年3月-   警察庁刑事局犯罪鑑識官[19][20]
- 2019年
  - 6月-    警察大学校警備教養部長兼教授[5][21]
  - 12月-  警察大学校教務部長[5][22] [注釈 1]
- 2021年8月-   大阪府警察本部警務部長[24]
- 2022年
  - 3月-     大阪府警察本部副本部長[25][26]
  - 8月-     警察大学校副校長兼警察庁長官官房審議官(生活安全局担当)[27][28]
- 2023年8月-   公安調査庁調査第一部長[29][30]
- 2025年8月-   北海道警察本部長[2][3][4]